# ジョン・ウィルビー
ジョン・ウィルビー（英: John Wilbye, 1574年3月7日洗礼 - 1638年9月）は、イングランドのマドリガル作曲家。ノーフォーク（現サフォーク）のブロームに、製革業者の子として生まれる。エリザベス・コーンウォリスがトーマス・キットソン卿（子）と結婚した1594年頃に、バリーセントエドモンド近郊のヘングレイヴ・ホールまで彼女に随行したことから、コーンウォリス家の援助を受けていたと思われる。
1598年と1608年に2冊のマドリガル曲集を出版し、64曲が収められている。1600年には、ジョン・ダウランドの『リュート歌曲集第2巻』を校正する役に選ばれた。1628年にエリザベス・コーンウォリスが逝去すると、その娘リバース伯爵夫人メアリー・ダーシーの元に移り住み、1638年、その地で没した。
ウィルビーは、イングランドのマドリガル作曲者の中でも、おそらく著名な人物といえる。その作品は長く愛され、現代の選集にもしばしば取り上げられている。『涙せよ、わがまなこ』（Weep, weep o mine eyes）、『おいで、心地よい夜よ』（Draw on, sweet night）などがそうである。その作風は、発声に対する厳格な指示、詞への鋭い感性、長調と短調間の「対斜」の使用などによって特徴づけられている。

## 参考
- この記事にはアメリカ合衆国内で著作権が消滅した次の百科事典本文を含む: Chisholm, Hugh, ed. (1911). "Wilbye, John". Encyclopædia Britannica (英語). Vol. 28 (11th ed.). Cambridge University Press. p. 632.

## 参照
- Philip Ledger (ed) The Oxford Book of English Madrigals OUP, 1978